# Morgan Arritola
Morgan Arritola, née le 13 mai 1986 à Bend, est une fondeuse et coureuse de fond américaine spécialisée en course en montagne. Elle est championne NACAC de course en montagne 2013 et a remporté la médaille de bronze aux championnats du monde de course en montagne 2012.

## Biographie
Elle naît à Bend dans l'Oregon mais grandit à Salem. Ce n'est que lorsqu'elle déménage à Sun Valley dans l'Idaho qu'elle découvre le ski de fond à 16 ans. Très vite, elle démontre de bonnes performances. Elle devient vice-championne junior des États-Unis sur 10 km classique et 15 km en 2006. La même année, elle termine onzième du marathon de l'Engadine.
Elle connaît son meilleur résultat en Coupe du monde lors de sa première course à Davos où elle termine onzième en relais le 4 février 2007.
Aux championnats du monde junior de ski nordique 2009 à Praz de Lys - Sommand, elle termine cinquième de la poursuite et huitième du 10 km libre.
Elle prend part aux Jeux olympiques d'hiver à Vancouver où elle termine onzième en relais.
Le 18 décembre 2010, elle signe son meilleur résultat individuel en Coupe du monde en terminant 19e du 15 km mass start à La Clusaz.
Bien que son rêve de participer aux Jeux olympiques se soit réalisé, ses résultats la déçoivent. Elle se rend compte qu'elle se met trop de pression et finit par ne plus apprécier ce sport. Elle décide alors de laisser tomber le ski de fond et s'investit plus dans la course en montagne, discipline qu'elle ne pratiquait qu'en entraînement. Elle remporte ses premiers succès en 2011, en remportant le Dirty Half Marathon à Bend, puis les championnats nationaux et du monde de trail XTERRA.
Lors d'un voyage d'un Europe en 2012, elle découvre par hasard la montée du Ventoux et s'inscrit. Elle remporte la course devant Aline Camboulives et établit un nouveau record du parcours en 1 h 45 min 28 s. Le 8 juillet, elle remporte la course de Loon Mountain et décroche son premier titre de championne des États-Unis de course en montagne. Elle est qualifiée pour les championnats du monde de course en montagne à Ponte di Legno où elle décroche la médaille de bronze et mène l'équipe américaine sur la plus haute marche du podium. Elle est cependant victime de tendinopathie des ischio-jambiers et doit faire une pause après les championnats pour se soigner.
Le 21 juillet 2013, elle remporte les titres de championne NACAC et championne des États-Unis de course en montagne en s'imposant à la course de côte de Cranmore.
Elle remporte la médaille d'argent aux championnats des États-Unis de course en montagne 2014. Elle décide de ne pas participer aux championnats du monde de course en montagne mais s'aligne à Pikes Peak pour le Challenge mondial de course en montagne longue distance. Elle termine deuxième derrière Allie McLaughlin et remporte la médaille d'or par équipes.
Le 25 juillet 2015, elle remporte son troisième titre de championne des États-Unis.

## Palmarès en ski de fond

### Jeux olympiques d'hiver
| Épreuve / Édition | Sprint                           | Sprint    | 10 km | 10 km                            | Poursuite 2 × 7,5 km | 30 km | Relais | Relais   |
| Épreuve / Édition | libre                            | classique | libre | classique                        | Poursuite 2 × 7,5 km | 30 km | Sprint | 4 × 5 km |
| JO 2010 Vancouver | Épreuve inexistante à cette date | -         | 34e   | Épreuve inexistante à cette date | 37e                  | DNF   | -      | 11e      |

Légende :
- : pas d'épreuve
- — : Non disputée par Morgan Arritola

### Championnats du monde
| Épreuve / Édition     | Sprint | Sprint                           | 10 km                            | 10 km     | Poursuite 2 × 7,5 km | 30 km | Relais | Relais   |
| Épreuve / Édition     | libre  | classique                        | libre                            | classique | Poursuite 2 × 7,5 km | 30 km | Sprint | 4 × 5 km |
| Mondiaux 2009 Liberec | -      | Épreuve inexistante à cette date | Épreuve inexistante à cette date | 40e       | 31e                  | 21e   | —      | 13e      |
| Mondiaux 2011 Oslo    | -      | Épreuve inexistante à cette date | Épreuve inexistante à cette date | -         | 43e                  | 21e   | —      | -        |

Légende :
- : pas d'épreuve
- — : Non disputée par Morgan Arritola

### Championnats des États-Unis
- du 10 km classique aux Championnats des États-Unis de ski de fond en 2006
- du 15 km aux Championnats des États-Unis de ski de fond en 2006
- de la Poursuite aux Championnats des États-Unis de ski de fond en 2008
- du 30 km aux Championnats des États-Unis de ski de fond en 2008 et 2009
- du 10 km classique aux Championnats des États-Unis de ski de fond en 2008 et 2011
- du 20 km libre aux Championnats des États-Unis de ski de fond en 2011

## Palmarès en course en montagne
| no  | féminin            | Course                                                  | Longueur | Départ           | Temps           |
| --- | ------------------ | ------------------------------------------------------- | -------- | ---------------- | --------------- |
| 10e | Médaille d'or      | Montée du Ventoux                                       | 17,5 km  | 10 juin 2012     | 1 h 45 min 28 s |
| 4e  | Médaille d'or      | Championnats des États-Unis de course en montagne       | 10,6 km  | 8 juillet 2012   | 46 min 16 s     |
| 3e  | Médaille de bronze | Championnats du monde de course en montagne             | 8,8 km   | 2 septembre 2012 | 47 min 26 s     |
| 13e | Médaille d'or      | Montée du Ventoux                                       | 17,5 km  | 16 juin 2013     | 1 h 51 min 17 s |
| 1re | Médaille d'or      | Championnats NACAC de course en montagne                | 8 km     | 21 juillet 2013  | 42 min 31 s     |
| 2e  | Médaille d'argent  | Championnats des États-Unis de course en montagne       | 7,9 km   | 6 juillet 2014   | 48 min 16 s     |
| 34e | Médaille d'argent  | Challenge mondial de course en montagne longue distance | 21,4 km  | 16 août 2014     | 2 h 35 min 39 s |
| 1re | Médaille d'or      | Championnats des États-Unis de course en montagne       | 8,2 km   | 25 juillet 2015  | 36 min 20 s     |
| 12e | Médaille d'argent  | Lone Peak Vertical Kilometer                            | 3,4 km   | 4 septembre 2015 | 53 min 16 s     |
| 7e  | Médaille d'or      | Broken Arrow Vertical Kilometer                         | 5 km     | 16 juin 2017     | 47 min 18 s     |
| 9e  | Médaille d'or      | Broken Arrow Skyrace                                    | 26 km    | 16 juin 2017     | 2 h 45 min 46 s |
| 23e | Médaille d'argent  | Course du Mont Marathon                                 | 5 km     | 4 juillet 2017   | 51 min 9 s      |
| 13e | Médaille d'or      | Broken Arrow Vertical Kilometer                         | 5 km     | 15 juin 2018     | 46 min 4 s      |
| 4e  | Médaille d'or      | Broken Arrow VK                                         | 5 km     | 19 juin 2019     | 45 min 50 s     |
| 14e | Médaille d'argent  | Broken Arrow Skyrace                                    | 26 km    | 21 juin 2019     | 2 h 24 min 24 s |